# Australian Open-mesterskabet i damedouble 2020
Australian Open-mesterskabet i damedouble 2020 var den 94. turnering om Australian Open-mesterskabet i damedouble. Turneringen var en del af Australian Open 2020 og bliver spillet i Melbourne Park i Melbourne, Victoria, Australien i perioden 22. - 31. januar 2020.
Mesterskabet blev vundet af andenseedede Tímea Babos og Kristina Mladenovic, som i finalen vandt over det topseedede par, Hsieh Su-Wei og Barbora Strýcová, med 6-2, 6-1 på blot 72 minutter, og som dermed vandt Australian Open-mesterskabet i damedouble for anden gang, idet de tidligere havde vundet titlen i 2018. Det var endvidere tredje år i træk, at Babos og Mladenovic var i finalen i Melbourne, hvor de dog i 2019 måtte strække våben mod Samantha Stosur og Zhang Shuai. Det fransk-ungarske par vandt titlen uden at have tabt sæt undervejs i turneringen, og de var det første par, der udførte den bedrift, siden Virginia Ruano Pascual og Paola Suárez vandt mesterskabet uden sættab i 2004. Det var i øvrigt første gang siden 2010, at Australian Open-finalen i damedouble var et opgør mellem de to højst seedede par.
Titlen var Babos og Mladenovic' tredje grand slam-titel i damedouble som makkere, idet de også tidligere havde vundet French Open-titlen i 2019. Det var Kristina Mladenovic' sjette grand slam-titel i karrieren, idet hun tidligere også havde vundet French Open 2016 sammen med Caroline Garcia og mixed double-titlerne ved Wimbledon 2013 og Australian Open 2014 sammen med Daniel Nestor. Tímea Babos vandt sin tredje grand slam-titel.
Samantha Stosur og Zhang Shuai var forsvarende mestre men stillede ikke op til deres titelforsvar som makkere. Stosur spillede sammen med Ellen Perez, men det rent australske par tabte i første runde til Lara Arruabarrena og Ons Jabeur. Zhang dannede par med Peng Shuai, og de tabte ligeledes i første runde, til Veronika Kudermetova og Alison Riske.

## Pengepræmier og ranglistepoint
Den samlede præmiesum til spillerne i damedouble androg A$ 3.884.000 (ekskl. per diem), hvilket var en stigning på knap 10 % i forhold til året før.
| Resultat               | Pengepræmier | Pengepræmier | Ændring ift. 2019 | WTA-point |
| Resultat               | Pr. par      | Total        | Ændring ift. 2019 | WTA-point |
| ---------------------- | ------------ | ------------ | ----------------- | --------- |
| Vindere (1)            | A$ 760.000   | A$ 760.000   | +1,3 %            | 2.000     |
| Finalister (1)         | A$ 380.000   | A$ 380.000   | +1,3 %            | 1.300     |
| Semifinalister (2)     | A$ 200.000   | A$ 400.000   | +5,3 %            | 780       |
| Kvartfinalister (4)    | A$ 110.000   | A$ 440.000   | +10,0 %           | 430       |
| Tabere i 3. runde (8)  | A$ 62.000    | A$ 496.000   | +12,7 %           | 240       |
| Tabere i 2. runde (16) | A$ 38.000    | A$ 608.000   | +16,9 %           | 130       |
| Tabere i 1. runde (32) | A$ 25.000    | A$ 800.000   | +19,0 %           | 10        |
| Samlet præmiesum       | -            | A$ 3.884.000 | +9,8 %            | -         |

## Turnering

### Deltagere
Hovedturneringen havde deltagelse af 64 par, der var fordelt på:
- 57 direkte kvalificerede par i form af deres ranglisteplacering.
- 7 par, der havde modtaget et wildcard.

#### Seedede par
De 16 bedst placerede af parrene på WTA's verdensrangliste blev seedet:
| Seedning | Rang. | Spiller                                | Resultat     |
| -------- | ----- | -------------------------------------- | ------------ |
| 1        | 4     | Hsieh Su-Wei Barbora Strýcová          | Finalist     |
| 2        | 6     | Tímea Babos Kristina Mladenovic        | Vinder       |
| 3        | 11    | Elise Mertens Aryna Sabalenka          | Kvartfinale  |
| 4        | 21    | Barbora Krejčíková Kateřina Siniaková  | Semifinale   |
| 5        | 27    | Nicole Melichar Xu Yifan               | Første runde |
| 6        | 28    | Gabriela Dabrowski Jeļena Ostapenko    | Kvartfinale  |
| 7        | 30    | Chan Hao-Ching Latisha Chan            | Semifinale   |
| 8        | 36    | Květa Peschke Demi Schuurs             | Anden runde  |
| 9        | 41    | Duan Yingying Zheng Saisai             | Første runde |
| 10       | 57    | Shuko Aoyama Ena Shibahara             | Tredje runde |
| 11       | 58    | Lucie Hradecká Andreja Klepač          | Første runde |
| 12       | 67    | Ellen Perez Samantha Stosur            | Første runde |
| 13       | 67    | Veronika Kudermetova Alison Riske      | Tredje runde |
| 14       | 73    | Ljudmyla Kitjenok Yang Zhaoxuan        | Første runde |
| 15       | 74    | Viktória Kužmová Aljaksandra Sasnovitj | Tredje runde |
| 16       | 75    | Sofia Kenin Bethanie Mattek-Sands      | Tredje runde |

#### Wildcards
Syv par modtog et wildcard til turneringen.
| Par                              | Årsag til wildcard                      | Resultat     |
| -------------------------------- | --------------------------------------- | ------------ |
| Lee Ya-Hsuan Wu Fang-Hsien       | Vinder af Asia-Pacific wildcard-palyoff | Første runde |
| Alexandra Bozovic Amber Marshall | Vinder af australsk wildcard-playoff    | Første runde |
| Destanee Aiava Lizette Cabrera   | Udpeget af Tennis Australia             | Første runde |
| Jaimee Fourlis Arina Rodionova   | Udpeget af Tennis Australia             | Anden runde  |
| Priscilla Hon Storm Sanders      | Udpeget af Tennis Australia             | Første runde |
| Maddison Inglis Kaylah McPhee    | Udpeget af Tennis Australia             | Anden runde  |
| Jessica Moore Astra Sharma       | Udpeget af Tennis Australia             | Første runde |

### Resultater

#### Kvartfinaler, semifinaler og finale
| Hsieh Su-Wei     |
| Barbora Strýcová |

| Jennifer Brady    |
| Caroline Dolehide |

| Hsieh Su-Wei     |
| Barbora Strýcová |

| Barbora Krejčíková |
| Kateřina Siniaková |

| Barbora Krejčíková |
| Kateřina Siniaková |

| Gabriela Dabrowski |
| Jeļena Ostapenko   |

| Hsieh Su-Wei     |
| Barbora Strýcová |

| Chan Hao-Ching |
| Latisha Chan   |

| Tímea Babos         |
| Kristina Mladenovic |

| Elise Mertens   |
| Aryna Sabalenka |

| Chan Hao-Ching |
| Latisha Chan   |

| Coco Gauff   |
| Caty McNally |

| Tímea Babos         |
| Kristina Mladenovic |

| Tímea Babos         |
| Kristina Mladenovic |

#### Første, anden og tredje runde
| Hsieh Su-Wei     |
| Barbora Strýcová |

| Marie Bouzková  |
| Tamara Zidanšek |

| Hsieh Su-Wei     |
| Barbora Strýcová |

| Lauren Davis      |
| Viktorija Golubic |

| Lauren Davis      |
| Viktorija Golubic |

| Destanee Aiava  |
| Lizette Cabrera |

| Hsieh Su-Wei     |
| Barbora Strýcová |

| Darija Jurak    |
| Nina Stojanović |

| Darija Jurak    |
| Nina Stojanović |

| Kateryna Bondarenko |
| Aleksandra Krunić   |

| Darija Jurak    |
| Nina Stojanović |

| Maddison Inglis |
| Kaylah McPhee   |

| Maddison Inglis |
| Kaylah McPhee   |

| Ljudmyla Kitjenok |
| Yang Zhaoxuan     |

| Ellen Perez     |
| Samantha Stosur |

| Lara Arruabarrena |
| Ons Jabeur        |

| Lara Arruabarrena |
| Ons Jabeur        |

| Vania King       |
| Christina McHale |

| Bernarda Pera   |
| Renata Voráčová |

| Bernarda Pera   |
| Renata Voráčová |

| Lara Arruabarrena |
| Ons Jabeur        |

| Georgina García Pérez |
| Sara Sorribes Tormo   |

| Jennifer Brady    |
| Caroline Dolehide |

| Monique Adamczak   |
| Katarina Srebotnik |

| Georgina García Pérez |
| Sara Sorribes Tormo   |

| Jennifer Brady    |
| Caroline Dolehide |

| Jennifer Brady    |
| Caroline Dolehide |

| Nicole Melichar |
| Xu Yifan        |

| Barbora Krejčíková |
| Kateřina Siniaková |

| Anna-Lena Friedsam |
| Laura Siegemund    |

| Barbora Krejčíková |
| Kateřina Siniaková |

| Kirsten Flipkens |
| Taylor Townsend  |

| Kirsten Flipkens |
| Taylor Townsend  |

| Tatjana Maria        |
| Anastasija Sevastova |

| Barbora Krejčíková |
| Kateřina Siniaková |

| Desirae Krawczyk |
| Jessica Pegula   |

| Sofia Kenin           |
| Bethanie Mattek-Sands |

| Irina-Camelia Begu |
| Kristýna Plíšková  |

| Desirae Krawczyk |
| Jessica Pegula   |

| Lee Ya-Hsuan  |
| Wu Fang-Hsien |

| Sofia Kenin           |
| Bethanie Mattek-Sands |

| Sofia Kenin           |
| Bethanie Mattek-Sands |

| Duan Yingying |
| Zheng Saisai  |

| Hayley Carter |
| Luisa Stefani |

| Hayley Carter |
| Luisa Stefani |

| Han Xinyun |
| Zhu Lin    |

| Han Xinyun |
| Zhu Lin    |

| Nadiia Kitjenok |
| Sania Mirza     |

| Hayley Carter |
| Luisa Stefani |

| Asia Muhammad      |
| Sabrina Santamaria |

| Gabriela Dabrowski |
| Jeļena Ostapenko   |

| Priscilla Hon |
| Storm Sanders |

| Asia Muhammad      |
| Sabrina Santamaria |

| Maria Sakkari    |
| Ajla Tomljanović |

| Gabriela Dabrowski |
| Jeļena Ostapenko   |

| Gabriela Dabrowski |
| Jeļena Ostapenko   |

| Chan Hao-Ching |
| Latisha Chan   |

| Oksana Kalasjnikova |
| Miyu Kato           |

| Chan Hao-Ching |
| Latisha Chan   |

| Jekaterina Aleksandrova |
| Irina Bara              |

| Kaitlyn Christian |
| Alexa Guarachi    |

| Kaitlyn Christian |
| Alexa Guarachi    |

| Chan Hao-Ching |
| Latisha Chan   |

| Misaki Doi       |
| Monica Niculescu |

| Misaki Doi       |
| Monica Niculescu |

| Anna Kalinskaja   |
| Julija Putintseva |

| Misaki Doi       |
| Monica Niculescu |

| Nao Hibino      |
| Makoto Ninomiya |

| Nao Hibino      |
| Makoto Ninomiya |

| Lucie Hradecká |
| Andreja Klepač |

| Veronika Kudermetova |
| Alison Riske         |

| Peng Shuai  |
| Zhang Shuai |

| Veronika Kudermetova |
| Alison Riske         |

| Anna Blinkova |
| Wang Yafan    |

| Anett Kontaveit |
| Mandy Minella   |

| Anett Kontaveit |
| Mandy Minella   |

| Veronika Kudermetova |
| Alison Riske         |

| Jaimee Fourlis  |
| Arina Rodionova |

| Elise Mertens   |
| Aryna Sabalenka |

| Sharon Fichman  |
| Cornelia Lister |

| Jaimee Fourlis  |
| Arina Rodionova |

| Catherine Bellis    |
| Markéta Vondroušová |

| Elise Mertens   |
| Aryna Sabalenka |

| Elise Mertens   |
| Aryna Sabalenka |

| Květa Peschke |
| Demi Schuurs  |

| Fanny Stollár     |
| Dajana Jastremska |

| Květa Peschke |
| Demi Schuurs  |

| Karolína Muchová |
| Jil Teichmann    |

| Coco Gauff   |
| Caty McNally |

| Coco Gauff   |
| Caty McNally |

| Coco Gauff   |
| Caty McNally |

| Danielle Collins |
| Alicja Rosolska  |

| Shuko Aoyama  |
| Ena Shibahara |

| Kateryna Kozlova |
| Magda Linette    |

| Danielle Collins |
| Alicja Rosolska  |

| Greet Minnen        |
| Alison Van Uytvanck |

| Shuko Aoyama  |
| Ena Shibahara |

| Shuko Aoyama  |
| Ena Shibahara |

| Viktória Kužmová      |
| Aljaksandra Sasnovitj |

| Alexandra Bozovic |
| Amber Marshall    |

| Viktória Kužmová      |
| Aljaksandra Sasnovitj |

| Alizé Cornet |
| Fiona Ferro  |

| Zarina Dijas    |
| Jelena Rybakina |

| Zarina Dijas    |
| Jelena Rybakina |

| Viktória Kužmová      |
| Aljaksandra Sasnovitj |

| Jessica Moore |
| Astra Sharma  |

| Tímea Babos         |
| Kristina Mladenovic |

| Ashleigh Barty |
| Julia Görges   |

| Ashleigh Barty |
| Julia Görges   |

| Dalila Jakupović |
| Raluca Olaru     |

| Tímea Babos         |
| Kristina Mladenovic |

| Tímea Babos         |
| Kristina Mladenovic |